# Перекопівський заказник
Переко́півський заказник — ландшафтний заказник місцевого значення в Україні. Розташований у межах Роменського району Сумської області, біля західної околиці села Перекопівка. 
Площа 213 га. Статус присвоєно згідно з рішенням облради від 22.02.2019 року. Перебуває у віданні ДП «Роменське ЛГ» (Глинське л-во, кв. 24-28). 
Статус присвоєно для збереження типових ландшафтів на заплаві річки Сула (притока Дніпра). Є багато стариць, рукавів та заплавних озер. Більшість території поросла лісом (вільха чорна, верба, на підвищеннях — сосна). Багатий і різноманітний тваринний світ. Місце зростання рослин (зозульки травневі) та мешкання тварин (видра річкова, горностай, журавель сірий, красуня-діва, плоскотілка червона), що занесені до Червоної книги України.